# David Kemper
David Law Kemper (nascido em 1947/8, Chicago) é um baterista estadunidense. Durante muito tempo, ele foi membro da Jerry Garcia Band (de 1983–1994) e da banda de Bob Dylan (de 1996–2001). Ele estava com a Jerry Garcia Band durante os últimos onze anos da vida de Jerry Garcia, o seu fundador.
Nos anos 70, por um curto período de tempo, Kemper se juntou à Focus, uma banda holandesa de Rock Progressivo. Ele tocou também com Mike Stinson, Elkie Brooks, Dennis Wilson e Bernie Leadon. Em 1974, ele participou da gravação do álbum "Lighten Up", de Barry McGuire.